# 上毛野広遠
上毛野 広遠（かみつけぬ の ひろとお）は、平安時代中期の官吏。右大臣・藤原顕家の家司。官位は正六位上・大膳権少進。

## 経歴
長保5年（1003年）に正六位上・大膳権少進となる。寛仁元年（1017年）の梅宮祭では遅刻した神官の代わりに神主を務める。治安3年（1023年）、治安4年（1024年）、万寿4年（1027年）の節会に臨時の兵部輔代として出席した。長元元年（1028年）11月に園韓神祭を取り仕切り、新嘗会で造酒正の代官を務めた。長元4年（1031年）と長元5年（1032年）には再び兵部輔代を務めた。